# Weronika Piechowiak
Weronika Piechowiak (ur. 26 lutego 2002) – polska koszykarka, występująca na pozycjach silnej skrzydłowej lub środkowej, obecnie zawodniczka ENEI AZS Politechniki Poznań.

## Osiągnięcia
Stan na 12 stycznia 2023, na podstawie, o ile nie zaznaczono inaczej.

### Drużynowe
Młodzieżowe
- Mistrzyni Polski juniorek starszych (2019)[2]
- Wicemistrzyni Polski:
  - juniorek (2017, 2020)[3][4]
  - kadetek (2018)[5]
- Brązowa medalistka mistrzostw Polski:
  - juniorek (2019)[6]
  - juniorek starszych (2020)[7]

### Indywidualne
Młodzieżowe
5x5
- Zaliczona do I składu mistrzostw Polski:
  - juniorek (2019, 2020)[6][4]
  - kadetek (2018)[8]

3x3
- Halowa wicemistrzyni Polski U–23 3x3 (2019)
- Brązowa medalistka mistrzostw Wielkopolski U–23 3x3 (2020)

### Reprezentacja
- Uczestniczka:
  - mistrzostw Europy:
    - U–20 (2022 – 7. miejsce)[9]
    - U–18 (2019 – 10. miejsce)[10]
    - U–16 (2018 – 8. miejsce)[11]

  - FIBA U20 Women's European Challengers (2021)